# Free Mobile
Free Mobile, stylisé en free mobile, est un des quatre principaux opérateurs de télécommunications français, apparu après Orange, SFR et Bouygues Telecom, filiale du groupe Iliad, créé en juillet 2007, pour être lancé le 10 janvier 2012.

Il est le quatrième opérateur mobile en France métropolitaine, l'opérateur propose initialement des offres en 3G après l'obtention d'une première licence en 2010, puis une obtention de fréquences pour la 4G en 2011 et ensuite pour la 5G en 2020, pour ensuite lancer la vraie 5G SA et la VoNR en 2024.
Début 1er juillet 2025, Free mobile totalise 29 344 sites 4G et 25 648 sites 5G autorisés au 1er juin 2025 par l'ANFR,,,,

## Aspects économiques

### Objectifs
Le plan de développement de Free mobile couvrant la période 2009-2029 envisage que l'EBITDA (Earnings before interest, taxes, depreciation and amortization) devienne positif en 2014[réf. nécessaire] et à partir du moment où son propre réseau couvrira 90 % de la population. Les investissements de Free mobile sont financés par sa maison mère Iliad.
Le 14 février 2012, le PDG d'Orange estimait à un million et demi les clients de Free mobile en itinérance sur son réseau.
En 2012, l'année de lancement, le bénéfice net de la maison mère décroît, de par la contribution de Free mobile : 186,5 millions d'euros en 2012, contre 251,8 millions en 2011.
Free mobile compte 4,4 millions de clients à la fin du troisième trimestre 2012. Son offre duale (internet + mobile) lui a permis de conforter son nombre de clients avec une croissance de 8,5 % dans le fixe.
Toutefois, ces nouvelles activités conduisent à une baisse de bénéfice de 45 % du groupe Iliad. Pour M. Lombardini, le groupe « absorbe les pertes du mobile avec la croissance du fixe. » En septembre 2012, l'Ebitda de l'activité fixe est positif de 462 millions d'euros, alors que dans le mobile il est négatif de 44 millions.
Le 22 mars 2012, le directeur général de Bouygues Telecom déclare que Free mobile a pris au moins 3 % du marché, soit 2,2 millions d'abonnés. « Free mobile est un super succès ». Cette hypothèse est confirmée le 15 mai, lorsqu'Iliad annonce avoir conquis 2,61 millions d'abonnés à fin mars, soit 4 % du marché. Les analystes des marchés boursiers attendaient 2 à 2,2 millions d'abonnés.
À la présentation des résultats du deuxième trimestre, le 31 août 2012, la société confirme la tendance (3,6 millions d'abonnés mobiles) et annonce tabler sur une part de marché de 15 % à moyen terme et 25 % à long terme.
Dans une note d'analyse, Crédit suisse envisageait 4,27 millions de clients (6,2 % du marché) pour fin 2012 et 6,83 millions (9,2 % du marché) en 2015. Ce premier objectif est par ailleurs atteint puisque la société Iliad annonce 4,4 millions d'abonnés au 30 septembre 2012, représentant une hausse de presque un million de clients en un trimestre.
Le contrat liant Free à l'opérateur historique que l'accord d'itinérance avec Orange ne disposant pas de réseau 2G s'arrêtera définitivement d'ici le 31 décembre 2025.
L'opérateur annonce officiellement la fin de son réseau 3G avant 2030, et que le PDG de Free Nicolas Thomas indique clairement à l'Arcep : « En 2030, les réseaux seront intégralement 4G et 5G »,.

Free est le premier opérateur à proposer en avant-première en France à ses abonnés l’accès à la 5G et la voix sur le réseau 5G (VoNR) ou encore la Voice Over New Radio sur son réseau,,,.

Identité visuelle de Free prépayé depuis le 19 juin 2025.

L'opérateur a annoncé se lancer dans le marché du prépayé pour finalement se lancer le 19 juin pour remplacer Bouygues Telecom qui se retire définitivement du marché prépayé.

### Volume de la clientèle
Le groupe Iliad, maison mère de Free mobile, a déclaré le 15 mai 2012, lors de l'annonce de son chiffre d'affaires du premier trimestre 2012, avoir 2 610 000 abonnés mobiles en date du 31 mars 2012. Le 31 août 2012, lors de l'annonce des résultats du premier semestre 2012, elle annonce avoir porté ce nombre à 3 600 000 au 30 juin 2012. À la mi-novembre, la société annonce 4,4 millions de clients au 30 septembre 2012. Début janvier 2013, Xavier Niel annonce que Free mobile a terminé l'année 2012 avec 5 millions d'abonnés.
Selon les chiffres officiels fournis par l'opérateur lui-même et repris par l'Arcep, depuis le premier trimestre 2018, le nombre d'abonnés a continuellement décru tout au long de l'année. Ainsi, près de trois cent mille abonnés ont quitté Free mobile : au 31 décembre 2018, le parc d'abonnés était de 13,4 millions, l'opérateur SFR étant de nouveau deuxième en France avec 13,5 millions d'abonnés mobiles.
Au 30 septembre 2020, Free mobile totalise près de 13,5 millions d'abonnés.
Au 17 novembre 2023, Free Mobile compte désormais plus de 14,7 millions d'abonnés.
Au 9 janvier 2024, Free Mobile compte désormais 15 millions d'abonnés mobiles,.
En mars 2025, Free Mobile compte désormais 15,523 millions d'abonnés mobiles.

## Historique

Identité visuelle du 28 octobre 2009 au 19 septembre 2011.

### Genèse de l'opérateur
La société a été créée le 24 juillet 2007. Après un premier rejet en 2007, sa candidature à une licence de téléphonie mobile a été retenue par l'autorité de régulation des communications électroniques et des postes (Arcep) le 17 décembre 2009 après moult tumultes politiques liés à des lobbyings[Lesquelles ?] entre décideurs et industriels déjà en place.
Selon l'article 5 de cette décision, l'Arcep a retenu la candidature de Free Fréquences relative à l'autorisation d'utilisation en France métropolitaine de fréquences dans la bande des 2,1 GHz et dans la bande des 900 MHz pour établir et exploiter un réseau mobile de troisième génération (3G). La licence d'exploitation de ces deux spectres de fréquences de 5 MHz duplex, d'un montant de 240 millions d'euros, ainsi que l'autorisation d'utilisation de ces fréquences ont été délivrées le 12 janvier 2010. L'opérateur devait proposer ses services à partir du 12 janvier 2012 au plus tard. En décembre 2010, Iliad obtient le droit d'intervenir sur le marché de la téléphonie mobile, en s'engageant auprès de l'autorité sur un tarif avantageux, ce qui fait écrire à un journal : « Free mobile promet de diviser par deux la facture de téléphone des Français ! ».
Cette quatrième licence 3G pour 240 millions d'euros en 2009 représente bien moins que les 619 millions d'euros payés en 2000 par les trois autres opérateurs historiques. Le Conseil d'État a justifié cet avantage par des spectres de fréquences plus étroits (5Mhz duplex contre 15Mhz duplex) et le retard de dix ans de Free sur ses concurrents. La Commission européenne n'y voit pas d'aide illicite de l'État.
Le 22 septembre 2011, la société Free Fréquences remporte une licence 4G d'une largeur de 20 MHz duplex dans la bande des 2,6 GHz en France métropolitaine pour 271 millions d'euros,.
Il a ensuite été annoncé, le 22 décembre 2011, que l'offre de Free Fréquences pour la deuxième partie des enchères 4G (concernant les lots situés dans la bande des 800 MHz) n'avait pas été retenue, mais Free disposera toutefois d'un droit d'itinérance dans cette bande de fréquence.
Dans un premier temps, l'opérateur devait déployer ses propres antennes pour couvrir, au plus tard le 12 janvier 2012, 27 % de la population en service voix et 25 % de la population en service de transmission de données à un débit bidirectionnel de 144 kbit/s en mode paquet, comme exigé par l'Arcep qui lui a attribué le préfixe IMSI 208 15 pour identifier son réseau. En décembre 2011, l'Arcep a confirmé que le réseau de Free remplissait les conditions de couverture de la première échéance du 12 janvier 2012. Le 28 février 2012, l'organisme réitère sa position au cours d'une audition devant la Commission des Affaires économiques de l'Assemblée nationale.
Le déploiement du cœur du réseau est confié à l'équipementier Nokia Networks tandis qu'Alcatel-Lucent gère celui d'une partie des backbones. Le réseau est caractérisé par sa modernité et s'appuie sur la technologie « IP », technologie à la base de l'Internet.
Free mobile s'appuie sur l'accord d'itinérance nationale signé avec Orange pour assurer le bon fonctionnement de son réseau mobile.
Selon les règles édictées par l'Arcep, Free dispose, en plus des fréquences 3G dans la bande des 2 100 MHz, de 5 MHz duplex dans la bande des 900 MHz, qu'il peut utiliser sur tout le territoire depuis janvier 2013. Jusqu'à cette date, Free ne pouvait utiliser cette bande qu'en dehors des zones très denses définies par l'Arcep.
Début 2013, l'Autorité de la concurrence a rendu un avis dans lequel elle proscrit le renouvellement du contrat d'itinérance au-delà de son échéance planifiée en 2018, tout en recommandant un arrêt de ce contrat dès 2016. En avril 2015, lors d'une audition devant la commission des affaires économiques, Stéphane Richard (PDG d'Orange) a précisé que l'itinérance 2G se poursuivra au-delà de décembre 2017 et ceci « conformément aux termes de la licence accordée au quatrième opérateur ».
Le 25 juillet 2023, l'opérateur annonce officiellement que la VoWiFi est désormais supportée depuis un pays étranger ; jusque-là, la seule condition étant de disposer d'un mobile compatible et d'être connecté à un réseau WiFi mais cela semble être désormais possible depuis n'importe quel pays d'où sont émis les Appels WiFi. Le même jour, l'opérateur annonce que le volume de données depuis les destinations incluses pour l'internet depuis l'étranger est désormais de 35 Go par mois au lieu de 25 Go auparavant et intègre six nouveaux pays : les Émirats arabes unis, la Colombie, le Costa Rica, les Comores, le Sénégal, et Madagascar.
Le 5 mars 2024, l’opérateur enrichit, sans surcoût, son offre en roaming de sept nouveaux pays comprenant le Honduras, le Guatemala, la Bolivie, le Salvador, le Panama, le Nicaragua pour l’Internet uniquement et Monaco pour les appels, les SMS/MMS et Internet.

### Communication préalable au lancement
(septembre 2017).
Au cours des mois précédant le lancement, Free et son fondateur Xavier Niel ont laissé divers indices sur l'offre et sa sortie imminente. Le compte Twitter de Xavier Niel, ainsi que différentes pages de free.fr ont été utilisées pour cela. La campagne se veut à la fois provocante et en réponse aux attitudes et propos tenus par les autres opérateurs,.
Free a envoyé des invitations pour le lancement officiel le 10 janvier 2012 à 8 h 30. Cette présentation fut retransmise en direct sur Internet et les Freebox TV, il est possible de la revoir sur le site de vidéos Dailymotion. Lors de cette présentation, Xavier Niel qualifie de « pigeons » les clients des opérateurs historiques, et s'appuie sur le comparateur lebonforfait.fr pour démontrer que Free réalise sa promesse de « diviser les prix par deux ». Le lancement du quatrième opérateur est largement suivi par les internautes français et diffusé par les médias de masse.
Le 25 février 2013, ce positionnement délibérément provocateur, lui vaut un procès de la part de Bouygues Telecom. La justice déclare Free mobile coupable de dénigrement constitutifs de concurrence déloyale du fait des propos particulièrement violents et injurieux utilisés. 20 millions d'euros sont accordés à Bouygues Telecom. Les avocats de Free mobile font appel de la décision.
Free mobile avait affiché l'intention d'offrir des services 4G, d'une part en acquérant des droits d'itinérance et des licences 4G et, d'autre part, à travers différentes communications. Xavier Niel a ainsi communiqué en avril 2013, à l'occasion d'une entrevue sur le média Europe 1 : « On va essayer de faire une surprise, donc on va laisser nos petits camarades annoncer les choses qu'ils n'ont pas, pour nous, un jour, faire une annonce avec ce que l'on a ».
Dans une communication ultérieure, il a laissé entendre d'une part que les antennes 3G installées pour Free mobile depuis 2012 étaient compatibles 4G et, d'autre part, que les installations couvraient déjà 50 % du territoire, sans être activées. Selon l'Agence nationale des fréquences (ANFR), à la date du 1er mars 2013, Free mobile comptait quatorze antennes-relais 4G ayant reçu l'accord de l'agence pour être activées. Le nombre d'antennes 4G autorisées passe à environ 800, fin juin 2013.
Lors de l'assemblée générale de 2012 des actionnaires d'Iliad, maison mère de Free et de Free mobile, le groupe avait réaffirmé la priorité donnée au déploiement des femtocellules et de la 4G pour 2012-2013.
Maxime Lombardini avait annoncé en 2010 : « On ne va pas les mettre d'autorité dans les Freebox, mais on proposera les femtocells à ceux qui le souhaitent. » Les femtocells ont une portée trop courte pour augmenter la couverture d'un réseau. En revanche, elles peuvent soulager ce dernier en se chargeant du trafic des abonnés à leur domicile. Cela est intéressant pour Free, car cela lui permet de réduire l'usage de l'itinérance (coûteuse) avec Orange.

### Années de lancement (2012-2014)

#### Partenariat avec Orange
Le 2 mars 2011, Free mobile et Orange ont signé un accord d'itinérance nationale. Ce contrat est entré en vigueur le 23 décembre 2011, il intègre la voix, les données et un mécanisme de plafonnement.
L'accord d'itinérance porte sur les technologies 2G (GSM) et 3G, il a pris contractuellement effet au déploiement en propre d'une couverture Free mobile de 25 % de la population. Le montant du contrat est estimé à environ 1 milliard d'euros sur six ans, comprenant une partie fixe et une partie variable, en fonction du volume consommé. « On avait dit que le contrat devait nous rapporter 1 milliard d'euros. Cela pourra aller jusqu'au double en fonction de la capacité de Free à développer son réseau », a déclaré Stéphane Richard lors d'un entretien en avril 2012 avec le journal Libération.
Des dysfonctionnements dans l'itinérance d'Orange ont conduit à une réunion entre les deux opérateurs le 14 février 2012. À la suite de nombreux problèmes d'appels, SMS… dus à une saturation du réseau Orange, un porte-parole de celui-ci a déclaré le 24 mars 2012 qu'Orange « n'hésitera pas à suspendre » l'accord entre les deux opérateurs « si des incidents sur le réseau de Free mobile devaient affecter (sa) qualité de service ». À la mi-avril, l'opérateur historique se réjouissait plutôt de cet accord qui va probablement lui rapporter plus que prévu.
Le 27 juillet 2022, Free Mobile et Orange renouvellent leur contrat d’itinérance les liant jusqu'au 31 décembre 2025 inclus, jusqu'à l'arrêt définitif de la 2G d'Orange en France avec l'autorisation de l'ARCEP,,.
Le 4 janvier 2023, Free Mobile annonce abandonner définitivement le déploiement de son réseau 2G à la suite du prolongement de son accord d'itinérance avec Orange, et a commencé à éteindre sa 2G pour laisser place à l'itinérance de l'opérateur historique et Free annonce toutefois que les abonnés continueront à bénéficier de la 2G/3G de l'opérateur partenaire Orange jusqu'au 31 décembre 2025 en France, ainsi qu'en Belgique, Luxembourg et même la Suisse.
En juin 2025, Free Mobile prolonge son accord d’itinérance 2G/3G avec Orange jusqu’à fin 2028, avec l’approbation de l’Arcep. Cet accord vise à accompagner la fin progressive des réseaux 2G et 3G en France, tout en garantissant la continuité de service dans les zones encore non couvertes par les réseaux 4G/5G de Free. L’opérateur prévoit d’éteindre progressivement son propre réseau 3G durant cette période, en s’appuyant sur l’itinérance avec Orange comme solution transitoire ,,,,,,.

#### Retards et lacunes au lancement
Le succès commercial de l'offre a conduit beaucoup d'utilisateurs de réseaux de téléphonie mobile à s'abonner aux offres de Free mobile avec portabilité de numéro. Le site Free mobile a connu une surcharge au lancement,. Le GIE EGP cogéré par différents opérateurs pour assurer la portabilité s'est effondré face aux premières demandes de portabilité, ce qui a conduit Free à brider les demandes de portabilité à quarante mille par jour.
Sur les premiers jours de lancement, de trente-cinq à cinquante mille demandes quotidiennes sont traitées, ce qui mène les estimations sur le nombre d'abonnés à Free mobile à environ un million à la fin du mois de janvier, les autres étant en file d'attente.
De nombreuses fonctionnalités annoncées n'étaient pas disponibles au lancement, comme le suivi de la consommation (ouvert sans le détail des appels le 1er février, puis avec le détail des appels le 9 février), l'option BlackBerry (ouverte en soirée le même jour), le changement du forfait 2 € vers le forfait illimité (ouvert le 11 mai). La fonctionnalité de blocage du forfait, annoncée par Xavier Niel, a été ajoutée le 25 mai 2012.
Toutes ces lacunes liées au lancement ont fait les unes des journaux et des magazines web pendant plusieurs semaines. Il était alors question de la mauvaise qualité du réseau, des retards liés à l'expédition des cartes SIM, ou encore du temps d'attente pour joindre le service client.
Le 11 janvier 2012, Xavier Niel accorde une interview à Univers Freebox en annonçant que des forfaits « purement data » allaient arriver dans les prochaines semaines après le lancement de Free mobile. Cependant, aucune offre de ce type n'a été proposée dans les trois ans qui ont suivi le lancement de Free mobile. Xavier Niel a annoncé au micro de BFM Business qu'une annonce majeure allait être faite dans le mobile « entre février et août 2015 », dit-il. Il déclare également lors de cet entretien que « les annonces que l'on va faire l'année prochaine (2015) sont dues à une couverture de réseau qui a augmenté ». Il se pourrait donc que Free mobile puisse avoir été freiné par le contrat d'itinérance trop coûteux d'Orange pour lancer son forfait purement data. En 2015, Free mobile possède une couverture de 75 % de la population, ce qui veut dire que l'opérateur pourrait être prêt à lancer un forfait purement data voire d'augmenter l'offre data dans ses forfaits déjà existants,,.

##### Couverture du service
Dans un rapport Arcep publié le 30 novembre 2012, la couverture 3G propriétaire (c'est-à-dire sans recours à l'itinérance d'Orange) était mesurée à 37,3 % de la population métropolitaine soit 13 % de la surface du territoire, le tout constaté au 1er juillet 2012,.
Depuis juin 2013, Free propose à ses abonnés possédant aussi un abonnement Internet fixe et une Freebox Révolution, d'améliorer leur couverture 3G via l'installation à leur domicile d'une femtocell qui est une mini station de base, de faible puissance, conçue pour offrir une couverture radio limitée à quelques dizaines de mètres de portée.
Le 15 décembre 2014, Free et la RATP signent un accord pour étendre la couverture mobile du métro et du RER parisien à la 3G et à la 4G.
Le 12 janvier 2015, soit cinq ans après l'autorisation accordée à Free mobile pour l'utilisation des fréquences, l'Arcep demande au nouvel opérateur de réseau de justifier de sa couverture à 75 % ou plus (hors itinérance Orange) et procède aux vérifications nécessaires de celle-ci. Les mesures effectuées du 29 janvier au 2 mars 2015 donnent une couverture de 78 %.
Au 1er juin 2016, Free mobile dispose de 7 790 autorisations de l'ANFR, pour 6 666 antennes 3G actives.

##### Qualité du service au lancement
Afin de comparer les performances des différents services téléphonique, l'Arcep définit deux notions complémentaires : « celle de couverture, qui caractérise de manière géolocalisée en chaque point du territoire la disponibilité d'un service de référence dans une configuration d'utilisation de référence et celle de qualité de service, qui vise à fournir une information détaillée des performances d'un réseau de manière agrégée au niveau national ou sur une zone présentant une cohérence géographique, mais pas géolocalisée de manière fine. »
Les premières mesures publiées en mars 2012 de la qualité du réseau ont été effectuées par la société Directique, fournisseur de l'Arcep, travaillant ici pour le compte du magazine Capital. L'étude, ainsi que la suivante, trois mois plus tard, indique que Free mobile détient le pire niveau de qualité des quatre opérateurs mobiles français,.
Dans son rapport publié le 30 novembre 2012, l'Arcep constate chez Free mobile une qualité des communications et internet mobile voisine, comparable inférieure ou très inférieure au standard de ses concurrents, suivant les segments concernés. Durant la première année, la qualité du réseau est donc la moins bonne des quatre réseaux.
Le 10 janvier 2013, la chaine France 2 diffuse dans son magazine Envoyé spécial, un reportage sur les défauts de qualité du réseau Free mobile en itinérance Orange.

##### Dysfonctionnements du service au lancement
Le 2 et le 20 mars 2012, l'opérateur connaît pendant quelques heures des difficultés pour acheminer le trafic de ses abonnés. En particulier sur l'un des deux équipements de signalisations. Idem le soir du 20 mars où Orange aurait fait face à un flot de messages incontrôlé venant du réseau de son client,,,.
À début mars 2012, l'Autorité de régulation des communications électroniques et des postes (Arcep) n'avait pas encore réalisé de test de qualité de service. En France métropolitaine, la qualité de service est analysée sur une base annuelle, chaque printemps, du lundi au vendredi, de 9 à 21 heures. Chaque opérateur finance ces études qui sont réalisées par deux sociétés privées : une pour la qualité de services donnée et une pour la qualité de service voix. Les résultats sont ensuite publiés par l'Arcep.
L'Arcep a demandé au ministre de l'Industrie et de l'Économie numérique, Éric Besson, des moyens supplémentaires pour vérifier le réseau de Free. Celui-ci a transmis la demande à l'Agence nationale des fréquences (ANFR) le 16 février 2012 qui rend son rapport le 2 mai de la même année dans lequel un potentiel de couverture de 30,8 % de la population est validé. Un prérapport du 5 mars 2012 comportait déjà des éléments, dont en premier lieu, 92 % des antennes passées en revue sont bien en fonction et l'aspect contractuel est respecté. En second lieu figurent les réserves. Seuls 70 % des terminaux situés dans la zone de couverture des antennes entrent spontanément en communication avec le réseau Free (le restant se connectant au réseau Orange). Une carte SIM Free ne recherche le réseau Free que deux fois par heure, si bien qu'un client passant sur le réseau d'Orange a toutes les chances d'y rester le temps d'une conversation. Les antennes sont très espacées : cela couvre mieux les populations, mais accentue l'effet d'itinérance via le réseau Orange,.
En avril 2012, certains clients ont perdu leur numéro Free mobile à la suite d'une mauvaise récupération de données bancaires.

### L'arrivée de la 4G
(septembre 2017).
L'année de lancement des offres 3G Free mobile coïncide avec le début du déploiement de la 4G chez ses concurrents. Les tarifs de lancement des offres 4G concurrentes prenaient en compte l'arrivée de Free mobile : on trouvait des offres 4G avec SIM seule à partir de 30 euros chez Bouygues Telecom et SFR.
Au mois d'octobre 2013, Free mobile a été autorisé par l'ANFR à installer près de 1 158 antennes relais en 4G (seulement quatorze étaient alors en service).
Free mobile s'est officiellement lancé dans la « bataille » de la 4G via une option activable dans ses forfaits existants à 19,99 (ou 15,99 euros pour les titulaires d'un abonnement Freebox) le 3 décembre 2013, puis sur les forfaits 2 € la semaine suivante, sans surcoût. Free mobile disposait au lancement de 700 antennes 4G opérationnelles.
Free mobile a lancé le 3 décembre 2013 une offre utilisant les protocoles 4G LTE avec 20 Go de « fair use » (comprendre quota d'utilisation, voir FUP) en 3G/4G disponibles sans surcoût pour ses clients à condition d'avoir un téléphone compatible 4G sur cette bande de fréquence.
Le 1er septembre 2015, Free mobile annonce l'augmentation de son fair use pour les abonnés 4G, qui passe de 20  à   50 Go, soit l'offre proposant le plus de données mobile sur le marché français pour ce prix. Quelques jours plus tard, Free mobile obtient l'autorisation définitive de l'Arcep de pouvoir utiliser 15 MHz dans la bande de fréquence des 1 800 MHz à compter du 25 mai 2016, ce qui augure une prochaine augmentation importante de sa couverture, de sa qualité de réseau et de ses capacités d'écoulement de trafic, grâce à la 4G+ (LTE-A) (agrégation des bandes de fréquences LTE permettant un débit plus rapide, jusqu'à 262,5 Mbit/s chez Free mobile avec les 15 MHz en 1 800 MHz et ses 20 MHz en 2 600 MHz).
Le 18 novembre 2015, Free mobile obtient deux nouveaux blocs de 5 MHz, à la suite des enchères sur la bande des 700 MHz.
Au 1er juin 2016, Free mobile dispose de 7 776 autorisations de l'ANFR pour 6 414 antennes 4G actives.
Le 21 mars 2017, Free mobile annonce la 4G illimitée dans son forfait à 19,99 € par mois, mais uniquement pour ceux ayant la réduction appliquée avec l'abonnement Freebox (les autres clients voyant augmenter leur quota de données Internet de 50  à   100 Go).

#### VoLTE et VoWiFi
En beta depuis le 5 octobre 2021, initialement prévue fin octobre, Free mobile lance la VoLTE le 18 novembre 2021 à destination de ses abonnés mobiles. Cependant, le service n'est déployé que progressivement, sur plusieurs mois, et uniquement pour ses clients Forfait 5G, excluant les autres forfaits. De plus l'activation initiale du service pour les particuliers est volontaire via un SMS envoyé par le client du forfait 5G. Le 1er décembre 2021, Free mobile lance la VoLTE pour tous ses clients professionnels, accessible par défaut.
Le service VoLTE est activé par défaut pour tous les abonnés ayant souscrit au forfait Free 5G à partir de novembre 2021.
L’opérateur annonce que tous les smartphones vendus en 2022 seront compatibles VoLTE.
Le 15 février 2022, Free mobile lance la VoWiFi à destination de ses abonnés mobiles et Free Pro. Cependant, le service n'est disponible qu'à certaines conditions et sur certains modèles de smartphones et pour certains abonnés, comme l'indisponibilité de ce service pour le forfait à 2 € et pour les forfaits « série limitée » Free. Ce service sera progressivement déployé au cours des mois suivants,. Le même jour, l'opérateur affirme que le service VoWiFi est désormais compatible avec les smartphones de la marque OnePlus et Xiaomi. Le 15 mars 2022, Free mobile annonce la compatibilité du service VoWiFi pour les smartphones Nokia 3.2, mais confirme la non compatibilité des iPhone, Apple n'ayant pas encore implémenté la fonction dans les téléphones et sera opérationnel courant septembre 2022,.
L’opérateur annonce que son service VoWiFi sera très prochainement compatible avec tous les smartphones des marques Samsung et Apple sortis en 2021 et à partir de l’iPhone 7 et sera disponible courant troisième trimestre 2022,.
Le 29 mai 2022, l'opérateur annonce intégrer prochainement la VoLTE sur ses forfaits Série Free et Forfaits Free Vente privée Veepee. Seul le forfait Free 2 € reste à ce jour incompatible avec la VoLTE.
Le 2 avril 2022, l'opérateur annonce qu'il sera très prochainement possible de pouvoir envoyer des SMS via n'importe quel réseau Wifi, ce qui est déjà proposé chez Orange, SFR et Bouygues Telecom ; l'opérateur indique que son réseau ne prenant pas en charge les SMS via Wifi avec le profil IMS du réseau Free et que ce sera prochainement disponible et il sera même possible de pouvoir utiliser la VoWiFi à l'étranger à contrario de Bouygues Telecom, Orange et SFR qui ne proposent pas la VoWiFi à l'étranger.
Le 29 mai 2022, l'opérateur annonce intégrer prochainement la VoWiFi sur ses forfaits Série Free et Veepee. Le forfait 2 heures ne pourra pas en bénéficier pour le moment.
Le 1er juin 2022, l'opérateur annonce que le déploiement de la VoWiFi pour les IPhone est finalement repoussé courant décembre 2022, au lieu de courant septembre 2022.
Le 25 juillet 2022, l’opérateur annonce que la VoLTE en mode roaming (à l'étranger) n'est utilisable pour le moment qu’aux États-Unis et sera bientôt disponible pour les autres pays qui incluent les appels illimités dans le forfait Free 5G.
Le 8 novembre 2022, une version bêta d'IOS 16.2 active la VoWiFi qui est prévue pour décembre 2022 sur tous les IPhone à partir de l'IPhone 8.
Depuis le 11 décembre 2022, la VoWiFi est disponible à partir de l'iPhone 8 et est nécessaire de faire la mise à jour d'iOS 16.2 pour pouvoir en bénéficier.
Le 30 septembre 2023, lors d’une convention de Free, l'opérateur a indiqué que les services VoLTE et VoWiFi seront ajoutés aux forfaits 2 € et Série Free d'ici à la fin de l'année.
Depuis le 14 novembre 2023, les services VoLTE et VoWiFi sont activés automatiquement pour tous les abonnés aux forfaits Free 5G, Veepee et Série Free : « prochainement sur le forfait 2 €, nécessité d'avoir activé le service de données » indique l'opérateur,.
Depuis le 9 décembre 2023, les services VoLTE et VoWiFi sont désormais activés sur le forfait 2 € sous certaines conditions (le service VoLTE nécessite d'avoir activé le service de données sur l'espace abonné pour pouvoir fonctionner) comme indiqué sur le site de l'opérateur.

### Évolutions du logo

Logo au lancement en 2009
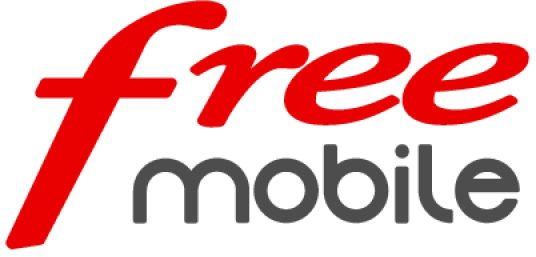
Identité visuelle de 2011 à 2022
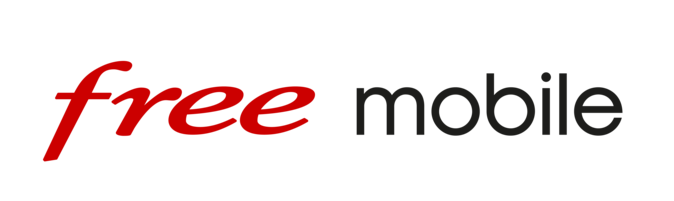
Identité visuelle depuis 2022

## Positionnement sur le marché

### Coûts et terminaisons d'appel
Afin de faciliter l'arrivée du nouvel entrant, Free a bénéficié pendant 1 an (de juillet 2012 à juillet 2013) d'une dissymétrie du coût de terminaison d'appel : Free facturait plus cher aux trois autres opérateurs que ces derniers à Free. Le tarif asymétrique offrait un avantage à Free puisque cela revenait à recevoir une subvention de la part des autres opérateurs. À l'époque de leurs lancements, SFR avait également bénéficié d'une asymétrie tarifaire, de 1999 à fin 2001, et Bouygues Telecom de 1999 à la mi 2011.
Free mobile avait demandé que la terminaison d'appel, payée pour les appels des abonnés des autres opérateurs appelant un abonné Free mobile, soit de 3,4 c€/min. L'Arcep avait proposé de n'accorder que 2,4 c€/min dégressif, soit 0,9 centime de plus que le tarif des trois opérateurs historiques ; ceci pour les six premiers mois d'exploitation. Ce projet de décision a été contesté par la Commission européenne qui reproche à l'Arcep de ne pas avoir justifié l'asymétrie accordée à Free mobile et émet de sérieux doutes sur la conformité du projet de l'Arcep avec les textes européens. Le même mécanisme aurait pu être mis en place pour les SMS ; Free demandait un prix de 2,85 centimes d'euro aux autres opérateurs, contre 1,50 centime d'euro dans l'autre sens. Les trois autres opérateurs ont refusé et l'Arcep n'a pas pris de décision à ce sujet.
Le prix de la terminaison d'appel vocal mobile perçue par Free mobile a été abaissé à 1,6 centime en juillet 2012, puis à 1,1 centime d'euro par minute, le 1er janvier 2013. Depuis le 1er juillet 2013, Free mobile facture ses terminaisons d'appels vocaux au même prix que les autres opérateurs mobile (0,8 centime par minute), à la suite d'une nouvelle décision de l'Arcep.
Une étude commandée par L'Usine nouvelle sur les modèles économiques des opérateurs montrait la structure de coûts suivants (hors coûts d'investissement et d'achats de fréquences) : sur la base d'un revenu de cent euros par abonné :
- opérateurs historiques : marge (33 euros), taxe d'appel aux autres opérateurs (20 euros), subvention du téléphone (15 euros), réseau de vente (11 euros), entretien du réseau technique (7 euros), système d'information (5 euros), service client (4 euros), marketing (3 euros), frais généraux (2 euros) ;
- Free mobile : marge (60 euros), taxe d'appel aux autres opérateurs (20 euros), subvention du téléphone (0), entretien du réseau technique (7 euros), réseau de vente (4 euros), système d'information (3 euros), service client (2 euros), marketing (2 euros), frais généraux (2 euros).

### Stratégie commerciale
En tant qu'opérateur de téléphonie mobile, Free mobile doit offrir d'une part des services de détail à ses abonnés et d'autre part des offres en gros pour les MVNO.
À son arrivée sur le marché, début 2012, en France métropolitaine la politique de commercialisation est basée sur trois filières de vente : principalement par le site internet, par correspondance via le téléphone (le 1044) et dans les magasins physiques, nommés Free Center. L'offre se décline en forfaits sans engagement, ni subvention de terminaux mobiles.
Afin de tenir ses engagements vis-à-vis de l'autorité de régulation (« En particulier, Free mobile a pris de nombreux engagements concernant l'accueil des MVNO. Ces engagements permettront d'améliorer de manière significative les conditions actuellement proposées aux MVNO sur le marché de gros, en particulier sur les aspects contractuel, économique et technique. »), Free mobile a annoncé ses tarifs proposés aux MVNO en février 2012. Contrairement à ce qui est historiquement fait par les autres opérateurs, les tarifs sont proposés publiquement et le réseau est ouvert aux MVNO peu après la sortie de l'opérateur.
Les MVNO ne sont toutefois pas satisfaits de cette proposition qu'ils jugent peu intéressante, autant en raison des tarifs que des limitations et du peu de couverture du réseau propre de Free mobile. Ceux-ci parlent de mascarade, car les prix de gros sont moins attractifs que les prix au détail et ont demandé en février 2012 des sanctions contre Free. L'Arcep a ouvert une procédure en manquement le 4 mai 2012.
Le 20 juillet 2012, Free mobile publie deux nouvelles grilles tarifaires moins coûteuses.
Depuis le 15 juin 2017 et la fin des frais d'itinérance en Europe, l'ensemble des opérateurs avaient pour obligation d'autoriser l'usage des forfaits depuis et vers les DOM et l'UE. Si plusieurs opérateurs incluaient les États-Unis dans leurs forfaits, Free a innové le 26 juin 2018 en devenant le premier opérateur à proposer le roaming sur la data depuis le Brésil. Lors de la présentation de la Freebox Pop, en juillet 2020, Xavier Niel annonce que l'opérateur proposerait d'ici la rentrée 2020 l'eSIM ainsi que la VoLTE.
En 2018, Free autorise l'utilisation de la carte sim de tout client dans d'autres appareils que le téléphone mobile comme la tablette et d'autres objets connectés. L'entreprise se différencie ainsi de ses concurrents, mais cette autorisation ne devient officielle qu'au mois d'août 2020, date à laquelle les autres opérateurs donnent également cette autorisation.
Le 6 novembre 2022, l'opérateur commence à proposer la fonction eSIM à ses abonnés existants, 2 ans après son lancement officiel qui était réservé uniquement aux nouveaux abonnés effectuant une nouvelle souscription. Cependant, elle semble n'être disponible à la souscription pour le moment qu'avec le service Free Proxi et l'assistance de Free sur WhatsApp.
Depuis le 30 janvier 2023, il est désormais possible de souscrire à l'eSIM pour les abonnées existants et les anciens abonnés ainsi qu'en souscription à une nouvelle ligne secondaire depuis son espace abonné.

### Les bureaux et boutiques Free mobile
Les trois premières boutiques « Free Center » sont ouvertes dans les villes de Rouen, Troyes et Angers, s'ensuivront l'ouverture de 132 boutiques à travers la France dans les années suivantes. En juin 2016, 53 « Free Center » sont ouverts, le dernier en date étant situé à Toulon. Parmi ces 53 boutiques, on peut citer celle de Paris située au siège social de Free, mais aussi celles de plusieurs grandes villes : Bordeaux, Caen, Dijon, Lyon, Marseille, Nantes, Rennes, Strasbourg ou encore Toulouse.
Au 27 mars 2022, 165 Free center sont ouverts à travers la France.
Le 10 avril 2014, via un communiqué de presse, Free mobile annonce le lancement de bornes d'abonnement et de distribution de cartes SIM conçues et développées par l'équipe de recherche et développement de Free. Ces bornes servent à souscrire au forfait en vente sur la boutique en ligne Free mobile, et délivrent une carte SIM utilisable immédiatement. Pour les abonnés, des services sont disponibles (changement de format de carte SIM, retrait d'une nouvelle carte SIM en cas de vol ou perte, règlement d'une facture impayée, etc.).
Plus de 1 000 sont disponibles en janvier 2021. À terme, ces bornes seront disponibles dans toutes les boutiques Maison de la Presse et Mag Presse ainsi que dans les Free Center.

Distributeurs de cartes SIM Free Mobile
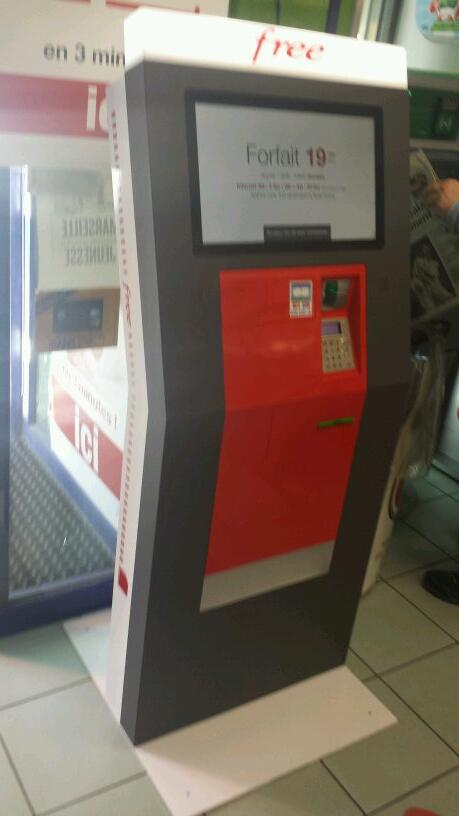
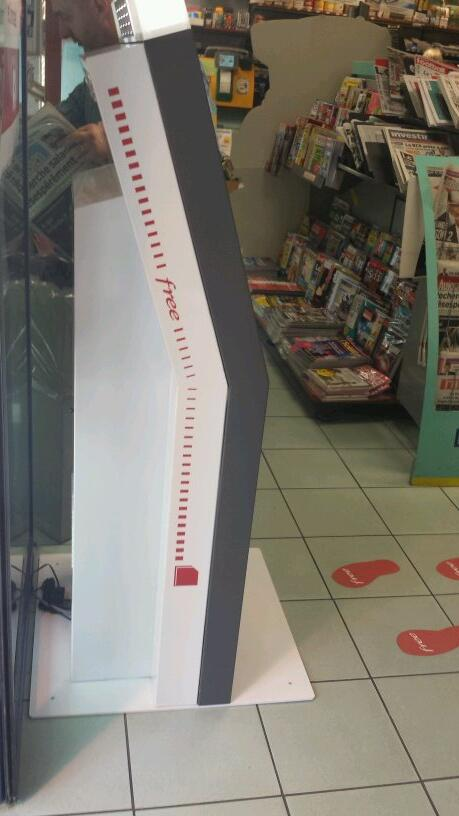
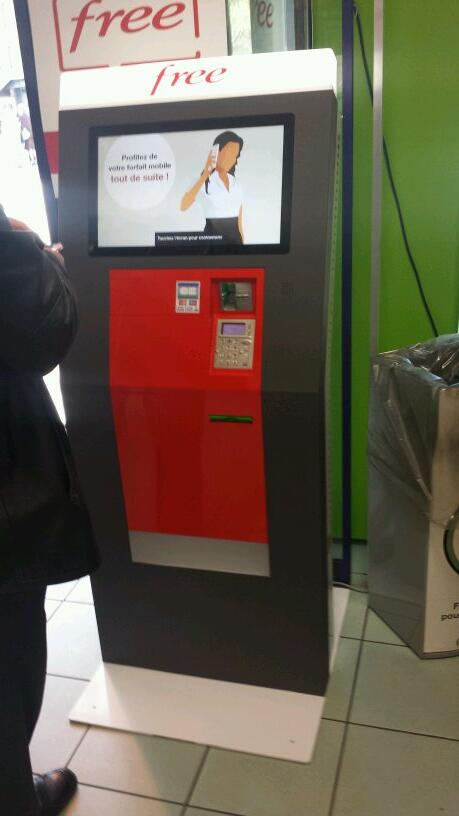

### Activité outre-mer
L'entreprise française Free mobile commercialise ses offres à la réunion via Free mobile Réunion (co-détenu par sa maison mère Iliad et le Groupe Axian).
Depuis 2016, l'entreprise détient des licences mobiles pour être présent dans tous les départements d’outre-mer.

## Impact sur l'emploi et l'économie

### Emploi
En 2009, un article publié par le site Univers Freebox évoque que l'émergence d'un quatrième opérateur de téléphonie mobile pourrait avoir un impact sur l'emploi positif (centres d'appels, déploiement et entretien du réseau 3G) ou négatif (guerre des prix).
En décembre 2009, dans la décision no 2009-1067 de l'Arcep relative au compte rendu et au résultat de la procédure d'attribution d'une autorisation en France métropolitaine pour un système mobile de troisième génération « Free Mobile affirme qu'il constituera ses propres équipes de service clientèle. À cet égard, Free mobile s'engage sur la création d'au moins un nouveau centre avec un effectif d'au moins cinq cents salariés avant fin 2012. Le candidat estime que, en 2020, il comptera près de trois mille conseillers, sur quatre ou cinq nouveaux sites de production ».
Des centres d'appels dédiés ont ainsi été ouverts en France, à Vitry-sur-Seine et à Colombes.
En avril 2012, les syndicats estiment à 30 000 les suppressions d'emplois en France dans les télécoms (centres d'appels, MVNO, SFR et Bouygues). Toutefois, l'Arcep limite ce nombre à 10 000, souligne de possibles créations dans d'autres domaines comme le Web et France Télécom recrutera 2 500 CDI en 2012. L'Arcep organisa une réunion le 23 avril 2012 pour faire le point sur ce sujet.

### Économie
En mai 2012, selon l'IDATE, l'arrivée de Free mobile risque de causer « un recul violent des revenus du secteur et des marges des opérateurs », « les consommateurs vont en bénéficier à court terme » mais « il est cependant à craindre que cela freine les investissements ». La situation est en fait médiocre en Europe et le cas français devrait s'aggraver. « Pour la première fois, le marché des services mobiles dans l'Union européenne (Europe des 27) a connu une décroissance, de 0,5 %. Dans le même temps, l'Amérique du Nord a progressé de 4,7 % ». Finalement, « il est probable que, d'ici à 2020, les réseaux en fibre optique ne desserviront qu'à peine plus de la moitié des Européens ».
Fin 2012, David Thesmar et Augustin Landier étudient l'impact macroéconomique de l'entrée de Free mobile sur le marché de la téléphonie en 2010. Ils trouvent que la baisse des prix des communications qui a suivi a libéré « plus de 1,7 milliard d'euros de pouvoir d'achat par an en France » et affirment : « La hausse de la consommation qui en découle est une source de créations d'emplois dans les autres secteurs de l'économie. Que l'on fasse des hypothèses « keynésiennes » ou « néo-classiques », nous montrons qu'on aboutit dans un modèle simple de l'économie française à une fourchette allant de 16 000 à 30 000 nouveaux emplois créés en France. »
En mai 2013, le site web Numerama relève dans les résultats provisoires de l'observatoire des marchés des télécoms de l'Arcep que « Même si Free a cassé les prix, l'arrivée du nouvel entrant sur le marché de la téléphonie mobile n'a pas eu l'effet dévastateur annoncé pour les autres opérateurs télécoms. Les revenus sur les services mobiles n'ont reculé en 2012 que de 7,3 %. » Les opérateurs ont su riposter vite ou même anticiper en lançant des marques mobiles 100 % Web telles que B&You de Bouygues Telecom, Sosh d'Orange et RED by SFR.

### Évolution des prix
Selon une étude effectuée par Médiamétrie pour l'université Paris-Dauphine, depuis l'arrivée de Free mobile en premier trimestre 2012, les Français profitent des forfaits à prix réduits, avec des augmentations dans toutes les tranches de la population des personnes ayant des forfaits à moins de 20 euros, voir moins de 10 euros, au détriment des forfaits plus chers, ou des cartes et forfaits prépayés.
En juillet 2013, l'Insee annonce que l'inflation « sous-jacente » — hors énergie et tabac — a progressé de 0,3 % en un an en France, « du jamais vu depuis que l'Insee publie cette statistique, en 1990 ». Cette faible inflation serait due d'après plusieurs économistes, comme Gilles Moec, de la Deutsche Bank, ou Fabrice Montagne de chez Barclays Capital, à Free mobile. L'arrivée de Free aurait selon eux retiré entre 0,35 et 0,4 point d'inflation à la France sur un an,.
Sur la même période, l'important effet déflationniste des télécommunications était comparable à celui du progrès technique (baisse de 13 %).

## Image et réputation
Dès ses débuts, Free Mobile bénéficie d'une image positive,. En juin 2012, Free mobile est classé « premier pour la Relation Client en 2012 » face à ses concurrents. L'image de l'entreprise de Xavier Niel est toutefois bien moins bonne qu'à ses débuts. La qualité du réseau est parfois critiquée, d'après le baromètre 2024 de l'ARCEP, les clients de l'opérateurs sont ceux rencontrant le plus de problèmes de qualité de service. Cette donnée est toutefois à nuancer, l'opérateur se classant ex-aequo avec Orange sur le niveau de satisfaction client (8 points sur 10). Des accusations portant sur les conditions de travail des salariés ne jouent pas en la faveur de l'opérateur,. Cependant, l'agressivité de ses offres lui permet de gagner des parts de marché.